# Skuggornas besvärjare
Skuggornas besvärjare (originalitet: Shadowmancer) är den första boken i en fantasyserie för ungdomar och barn av författaren G.P. Taylor. Berättelsen har en kristen grund, likt C.S. Lewiss böcker ur Narnia-serien. Den andra boken i serien är Nemorensis och den tredje boken är Tersias. 

## Handling
Skuggornas besvärjare handlar om vännerna Kate och Thomas som möter främlingen Rafah. Rafah berättar om en speciell hemlighet som drar in Kate och Thomas i ett äventyr mot den onde kyrkoherden, Obadiah Demurral.

## Kritik
Skuggornas besvärjare har översatts till 18 språk och nominerats till bästa barn- och ungdomsbok och bästa nykomling på British Book Awards i Storbritannien.